# 高坪鎮 (瀏陽市)
高坪鎮（こうへいちん）は中華人民共和国湖南省長沙市瀏陽市の鎮。

## 行政区画
- 楊潭村（2015年、蘭花園村、楊潭村を母体に新制「楊潭村」として発足。)
- 向陽村
- 三合水村
- 船倉村
- 志民村
- 沿甸村
- 太坪村（2015年、太坪村、新建村を母体に新制「太坪村」として発足。）
- 馬鞍村
- 石湾村（2015年、石湾村、南楓村を母体に新制「石湾村」として発足。）
- 双江村（2015年、桃花村、双江村を母体に新制「双江村」として発足。）
- 株樹橋村
- 高坪社区（2015年、高坪社区、河西村を母体に新制「高坪社区」として発足。）

## 歴史
1950年4月、高坪郷を設置。
1952年7月、高坪地区を設置。高坪、楊潭、石湾に管轄する。
1956年、撤区。高坪郷、船倉郷、石湾郷を設置。
1958年9月、由船倉郷、石湾郷、高坪郷、楊潭郷を母体に先鋒公社が発足。
1983年、高坪郷、石湾郷、楊潭郷、船倉郷に分離。
1995年6月、旧制高坪郷、石湾郷、楊潭郷、船倉郷を母体に新制「高坪郷」として発足。
2005年10月、高坪鎮に昇格。

## 経済

### 名物・特産品
- イネ
- 蔬菜
- 水果
- 唐辛子
- 鞭炮
- 建材
- 夏布[3]

## 地理
高坪鎮は瀏陽市の東部に位置し、北は古港鎮、永和鎮と、東及び南東は中和鎮と、南西は澄潭江鎮、荷花街道と、北西は関口街道とそれぞれ接している。
- 河川：小渓河、大渓河
- ダム湖：株樹橋水庫
- 山：天岩寨（標高566.6メートル）

## 教育
- 高坪中学

## 交通

### 道路
- 県道：X005

## 観光
- 古風洞風景区

## 出身有名人
- 李志民：中国人民解放軍上将